# Tulasnella lilacina
Tulasnella lilacina är en svampart som beskrevs av J. Schröt. 1888. Tulasnella lilacina ingår i släktet Tulasnella och familjen Tulasnellaceae.   Inga underarter finns listade i Catalogue of Life.